# Yawar Fiesta
La Yawar Fiesta (del quechua: Yawar fiesta, 'fiesta de la sangre') es un espectáculo taurino nacido en el Virreinato del Perú tras la introducción del toro por los españoles en Sudamérica. Se cree que la ceremonia, a la cual Arguedas describe llama Yawar Fiesta, nace por la impotencia del comunero ante los abusos del gamonal; entonces, en una especie de simbología, nace la fiesta en donde el cóndor que representa a los sufridos comuneros, venga los sufrimientos que les propina el gamonal, representado en el toro. Igualmente, el toro representa la cultura española, a su vez, el cóndor es uno de los Apus más venerados e importantes dentro de la cultura milenaria de los pueblos nativos de la región andina del Perú.
El cóndor se libera una vez terminada la corrida, es también su liberación una ceremonia. Los lugareños dicen que una vez el cóndor vuela, vienen otros cóndores a recibirlo.
Se origina en la época virreinal. Se practicaba en buena parte de los departamentos de Apurímac y Ayacucho, pero desde hace unos años no se puede atrapar al cóndor para la celebración, debido a las medidas ambientales para la protección de su especie. Es un tema que hoy día aún se debate entre autoridades y la comunidad.

## Características
Los protagonistas de la festa, que generalmente se celebra durante las Fiestas Patrias, son tres: el cóndor, el toro y la sensibilidad andina, después de un tiempo de combate, en el que improvisados lidiadores buscan dar unos pases a los animales, el cóndor es separado del toro.
Si el cóndor muriese, ello sería el anuncio de que una inevitable desgracia va a caer sobre la comunidad. Por ello, se trata bien al ave, se la alimenta, da de beber y, adornadas sus alas con cintas de colores, se le otorga la libertad.
Como se mencionó, el yawar fiesta tiene variantes. José María Arguedas, en la novela homónima, narra una celebración en la que no interviene el cóndor. Los comuneros a punta de dinamita, deberán despanzurrar al astado, símbolo evidente del gamonal y, en general, de la cultura occidental. El toro, sin embargo, no es un simple enemigo, sino una criatura a la que se honra, incluso adora, pero que se inmola en una especie de misa pagana.